# France Casar - Ferko
France Casar - Ferko, slovenski pravnik in član vodstva Akademskega kluba straža, * 5. oktober 1910, Bogojina, † 12. september 1943, Škofljica.

## Življenje in delo
Rodil se je očetu kmetu Jožefu in materi Ani (rojena Vogrin). Diplomiral je 1937 na ljubljanski Pravni fakulteti in nadaljeval študij političnih ved v Parizu. Kot odločen nasprotnik komunizma je bil od 1931 član katoliškega akademskega kluba, ki se je zbiral okoli lista Straža v viharju. Vzornika sta mu bila Lambert Ehrlich in Anton Korošec. Med internacijo slednjega sta s Cirilom Žebotom zbrala skupino študentov, ki je delovala kot tajni krožek ilegalne Slovenske ljudske stranke. Na Koroščevo željo je Casar postal pomočnik Franca Kulovca v tajništvu slovenske veje Jugoslovanske radikalne zajednice (Jugoslovanske radikalne skupnosti) v Ljubljani. Po okupaciji 1941 je deloval v protirevolucionarnem taboru na pobudo rojaka Franca Bajleca; med drugim sta z Žebotom pisala letake proti Osvobodilni fronti in 29. septembra 1941 sporazum, katerega so sklenili člani Straže, Zarje in Dijaške katoliške akcije, izročila Marku Natlačenu v Londonu. Po usmrtitvi Lamberta Erlicha maja 1942 je postal član t. i. eksekutive Straže; nekateri so ga imeli celo za Erlichovega laičnega naslednika in za najožjega sodelavca poveljnika Prostovoljne protikomunistične milice Ernesta Peterlina. Dne 10. septembra 1943 se je udeležil sestanka politikov protirevolucionarnega tabora v Ljubljani, nato je še z nekaterimi drugimi člani Straže odšel na grad Turjak in se tu udeležil posveta vojaških voditeljev. Med vožnjo po navodila v Ljubljano je bil na Škofljici ujet in pri poskusu bega hudo ranjen. Umrl je med prevozom k zdravniku.